# Liberale Partei Kanadas
Die Liberale Partei Kanadas (englisch Liberal Party of Canada, französisch Parti libéral du Canada) ist eine liberale politische Partei in Kanada. Sie ist im politischen Spektrum links von der Konservativen Partei Kanadas und rechts von der sozialdemokratischen Neuen Demokratischen Partei (NDP) angesiedelt.  Sie verbindet progressive Gesellschaftspolitik mit ordoliberaler Wirtschaftspolitik. Oft wird sie als „Kanadas natürliche Regierungspartei“ bezeichnet, da sie seit Beginn des letzten Jahrhunderts in den meisten Jahren an der Macht gewesen ist. Jeder liberale Parteichef des 20. Jahrhunderts wurde auch Premierminister. Amtierender Vorsitzender ist Mark Carney.
Nach der Auflösung der Progressiv-konservativen Partei und deren Neugründung als Konservative Partei sind die Liberalen die einzige Partei, die seit der Gründung der Kanadischen Konföderation im Jahr 1867 ununterbrochen existiert. Sie ist auch die älteste Partei auf nationaler Ebene.

## Allgemein
Umgangssprachlich werden die Liberalen als Grits bezeichnet, nach der Reformbewegung Clear Grits in der Provinz Kanada vor 1867. In der Geschichte der Liberalen Partei waren die meisten Parteichefs im Laufe ihrer Karriere auch Premierminister. Jeder liberale Premierminister war zudem Minister im Kabinett seines Vorgängers gewesen. So war Paul Martin Minister im Kabinett Jean Chrétiens, der wiederum dem Kabinett John Turners angehörte, wie der zuvor dem Kabinett Pierre Trudeaus. Die Liberale Partei Kanadas ist Mitglied der Liberalen Internationale.
In den letzten Jahrzehnten unterstützte die Liberale Partei Themen, die sowohl auf der linken als auf der rechten Seite des politischen Spektrums anzusiedeln sind, sie neigt tendenziell jedoch eher nach links. Sie tritt ein für einen ausgeglichenen Staatshaushalt, legalisierte die gleichgeschlechtliche Ehe und die Verwendung von Cannabis zu medizinischen Zwecken, befürwortet die Entkriminalisierung des Konsums sogenannter „weicher Drogen“ und vertritt in umstrittenen gesellschaftlichen Fragen wie dem Schwangerschaftsabbruch eine progressive Haltung. Weitere aktuelle Forderungen sind höhere Ausgaben in Bildung, Forschung und Verteidigung, eine liberale Einwanderungspolitik und mehr Rechte für die First Nations, Senkung der Steuern für niedrige Einkommen und schärfere Waffengesetze.

## Geschichte

### Ursprünge
Die Liberale Partei bildete sich aus den Reformern heraus, die Mitte des 19. Jahrhunderts in allen britischen Kolonien in Britisch-Nordamerika die Selbstverwaltung anstrebten. Zu diesen gehörten George Brown, Robert Baldwin, William Lyon Mackenzie und die Clear Grits in Oberkanada, Joseph Howe in Nova Scotia sowie die Patriotes und die Parti rouge in Oberkanada, die von Persönlichkeiten wie Louis-Joseph Papineau geführt wurden. Die Clear Grits und die Parti rouge bildeten ab 1854 manchmal einen vereinten Block im Parlament der Provinz Kanada. 1861 erfolgte die Gründung einer vereinigten Liberalen Partei mit englisch- und französischsprachigen Kanadiern.

### Konföderation
Zur Zeit der Bildung einer Kanadischen Konföderation durch die früheren britischen Kolonien Kanada (heute Ontario und Québec), New Brunswick und Nova Scotia waren die Liberalen von einer pragmatischeren konservativen Koalition unter Führung von John Macdonald an den Rand gedrängt worden. Während 30 Jahren mussten die Liberalen sich mit der Oppositionsrolle zufriedengeben, mit lediglich einer kurzen Unterbrechung. 1873 konnte Alexander Mackenzie eine liberale Regierung bilden, nachdem Macdonald wegen des Pacific-Skandals im Unterhaus ein Misstrauensvotum verloren hatte. Mackenzie gewann die Wahl 1874, musste jedoch die Regierungsgewalt vier Jahre später nach einer Wahlniederlage wieder an Macdonald abgeben.

### Laurier

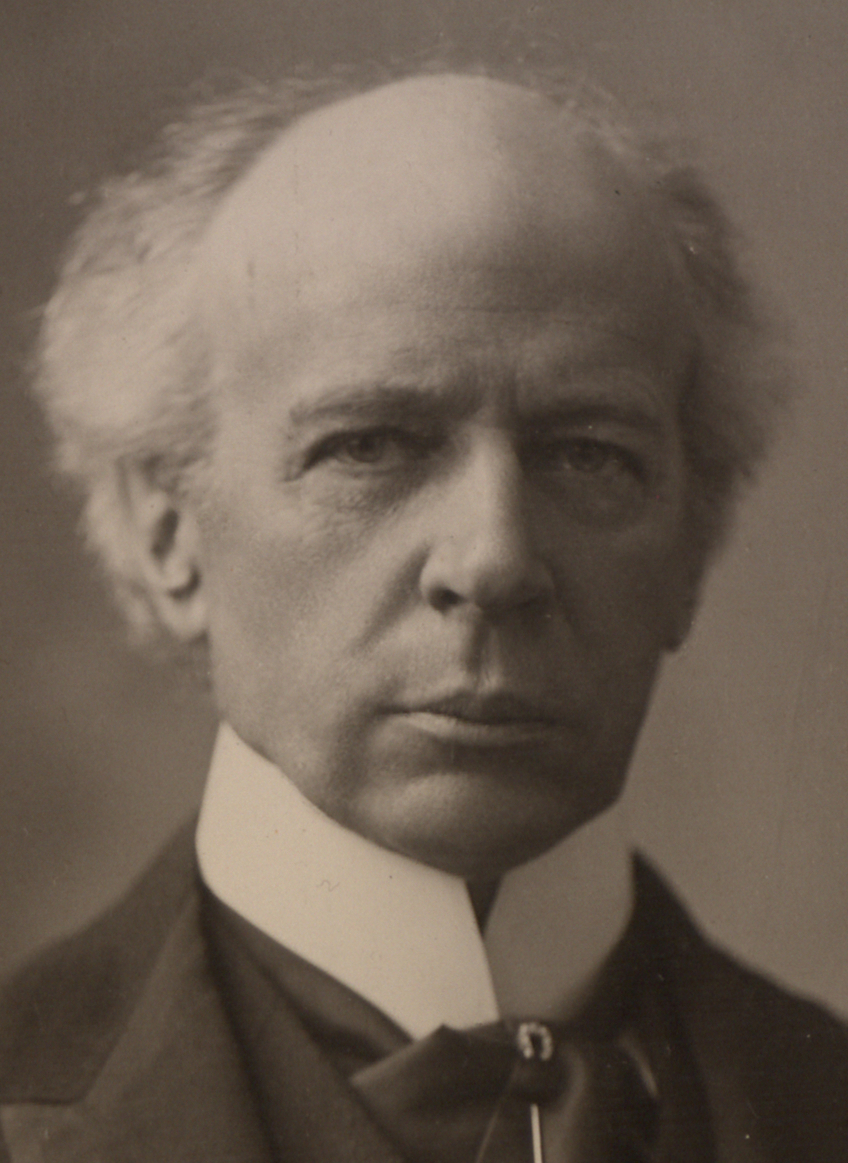
Wilfrid Laurier

In ihrer frühen Phase war die Liberale Partei die Partei des sogenannten Kontinentalismus, des freien Handels mit den USA, und widersetzte sich dem Imperialismus. Sie wurde zudem mit den Autonomiebestrebungen Québecs identifiziert, weil sich die Frankokanadier wegen der Hinrichtung von Louis Riel in Gegnerschaft zu den Konservativen befanden.
Unter dem Vorsitz von Wilfrid Laurier wandelte sich die Liberale Partei zu einer modernen Partei. Er vermochte die Entfremdung der Konservativen gegenüber den französischsprachigen Kanadiern auszunutzen und die Liberalen als glaubwürdige Alternative zu präsentieren. Laurier korrigierte auch das antiklerikale Image der Partei, an der die noch immer mächtige römisch-katholische Kirche in Québec Anstoß nahm. Im englischsprachigen Kanada wurde die Liberale Partei wegen ihrer Unterstützung des freien Handels bei den Farmern populär. Das half, ihre Machtstellung in den wachsenden Prärieprovinzen zu verfestigen.
Laurier führte die Liberalen in der Wahl 1896 zur Macht. Seine Regierung förderte die Einwanderung, um Westkanada zu besiedeln. Sie schuf aus Teilen der Nordwest-Territorien die Provinzen Saskatchewan und Alberta und förderte die Entwicklung der kanadischen Industrie. 1911 mussten die Liberalen die Regierungsmacht abgeben, weil die Bevölkerung mit der Freihandelspolitik und der Schaffung einer kanadischen Marine nicht einverstanden war.
Die Frage des Wehrdienstes spaltete die Partei, weil viele Liberale im englischsprachigen Kanada den Wehrdienst und die von der Unionistischen Partei gebildete Regierung unter Robert Borden unterstützten. Laurier musste die politischen Aktivitäten seiner Partei auf das frankophone Québec konzentrieren, weil eine große Anzahl liberaler Kandidaten in den übrigen Provinzen auf Wahllisten der Unionisten antraten. Der einzige Nutzen der Wehrdienstkrise für die Liberale Partei war, dass die Konservativen für Frankokanadier auf Jahrzehnte als unwählbar galten.

### Kanadas Unabhängigkeit

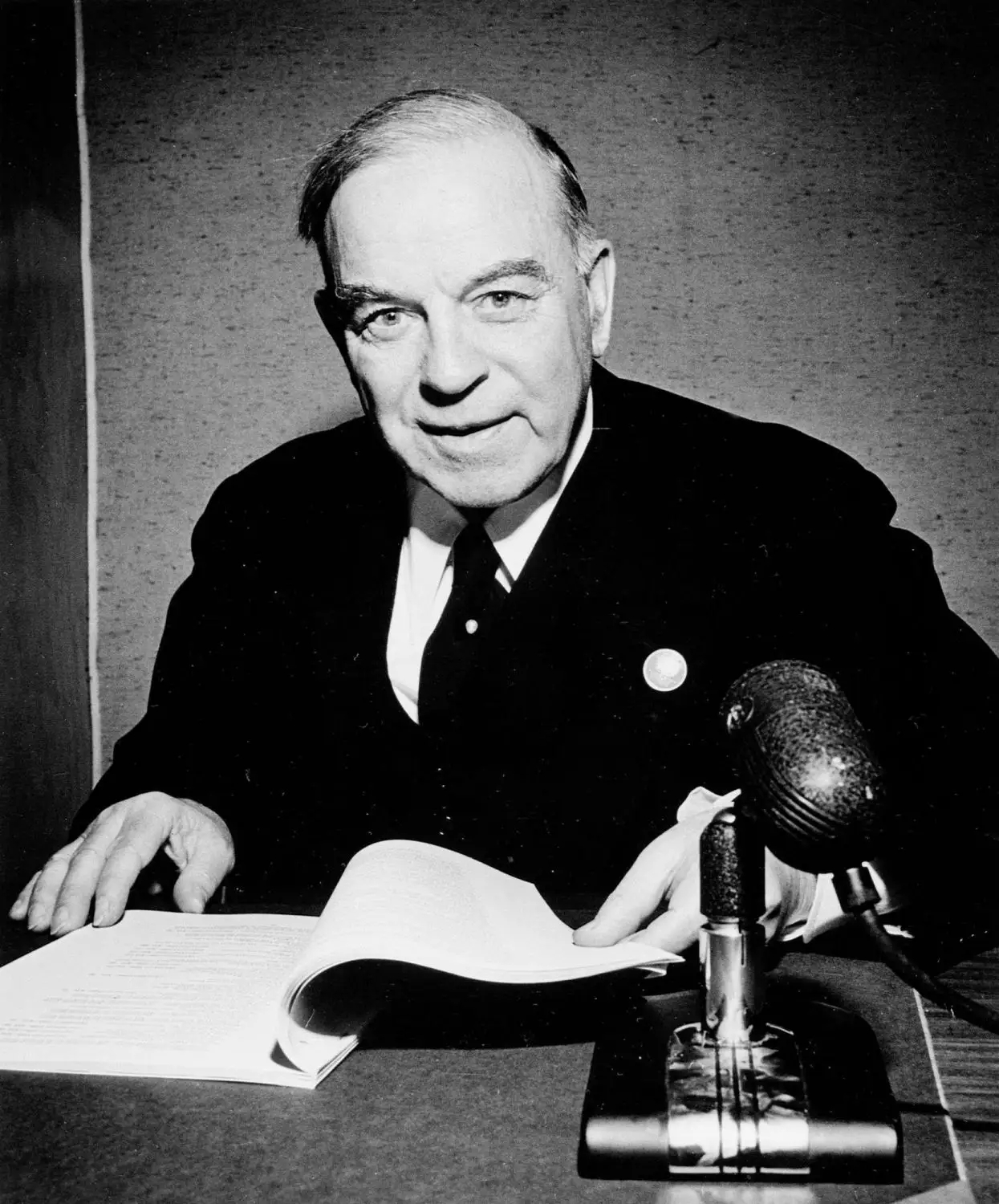
William Lyon Mackenzie King

Unter dem Vorsitz Lauriers und seines Nachfolgers William Lyon Mackenzie King setzten sich die Liberalen für die staatliche Souveränität Kanadas und eine größere Unabhängigkeit im britischen Empire ein. Bei den Reichskonferenzen in den 1920er Jahren übernahmen die Liberalen oft die Führung und argumentierten, Großbritannien und die Dominions sollten einen gleichberechtigten Status erhalten. Sie wandten sich zugleich gegen die Einrichtung eines Empire-Parlaments, das den unabhängigen Status Kanadas untergraben hätte. Nach der King-Byng-Affäre 1926 verlangte die Liberale Partei, der Generalgouverneur von Kanada sollte nicht länger auf Empfehlung der britischen Regierung eingesetzt werden. Die Ergebnisse der Konferenzen wurden 1931 im Statut von Westminster festgehalten.
Die Liberalen verlangten auch, dass Kanada selbst für seine Außen- und Verteidigungspolitik verantwortlich sein solle. Ursprünglich waren es die Briten, die die Außenpolitik des Dominions bestimmten. 1905 schuf Laurier das kanadische Außenministerium und wies 1909 Generalgouverneur Earl Grey an, einen Außenminister zu ernennen. Laurier war es auch, der 1910 erstmals die Schaffung einer kanadischen Marine vorgeschlagen hatte. Mackenzie King berief 1926 Kanadas ersten Botschafter in Washington. Damit unterstrich er, dass Kanada auf direkten Beziehungen mit den USA bestand, statt Großbritannien an seiner Stelle handeln zu lassen.

### Die Liberalen und der Wohlfahrtsstaat
In der Zeit unmittelbar vor und nach dem Zweiten Weltkrieg wurde die Partei zur Verfechterin einer fortschrittlichen Sozialpolitik. Der liberale Premierminister William Lyon Mackenzie King führte verschiedene Bestimmungen ein, die zur Schaffung des kanadischen Wohlfahrtsstaates führten. Mackenzie King beugte sich dem öffentlichen Druck und führte das Mutterschaftsgeld ein, eine monatliche Leistung für alle Mütter mit kleinen Kindern. Widerstrebend schuf er Altersrenten, als Gegenleistung für die parlamentarische Unterstützung der Co-operative Commonwealth Federation für seine Minderheitsregierung. Später führte Lester Pearson eine universelle Gesundheitsfürsorge, den Kanadischen Pensionsplan, Studentenanleihen und den Kanadischen Hilfsplan ein, der Wohlfahrtsprogramme in den Provinzen finanzierte.

### Die Ära Pierre Trudeau

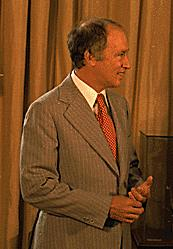
Pierre Trudeau

Unter dem Vorsitz von Pierre Trudeau entwickelte sich der Einsatz hin zum Ziel der Schaffung einer „gerechten Gesellschaft“. Die Trudeau-Liberalen wurden zu Vorreitern der offiziellen Zweisprachigkeit in Kanada, verabschiedeten das Amtssprachengesetz, das dem Französischen und Englischen einen gleichberechtigten Status gab. Trudeau hoffte, dass der Platz Québecs in der Konföderation so gefestigt werde und Rufen nach einer Unabhängigkeit dieser Provinz begegnet werden könnten. Seine Politik zielte darauf ab, Kanada in ein Land zu verwandeln, in dem englischsprachige und frankophone Kanadier problemlos zusammenleben und in jeden Teil des Landes ziehen können, ohne ihre Sprache aufgeben zu müssen. Zwar ist dieses Ziel nicht erreicht worden, doch hat der offizielle Bilinguismus dazu beigetragen, den Niedergang der französischen Sprache außerhalb Québecs zu stoppen und alle öffentlichen Dienstleistungen, einschließlich die der regierungseigenen Rundfunkanstalten Canadian Broadcasting Corporation (englisch) und Radio-Canada (französisch), im ganzen Land in beiden Sprachen anzubieten.
Den Liberalen unter Trudeau wird auch ihr Einsatz für einen offiziellen Multikulturalismus angerechnet. Einwanderer konnten sich so in die kanadische Gesellschaft integrieren, ohne sich von ihrer Kultur zu entfremden. Wegen des Multikulturalismus und ihrer einwanderungsfreundlichen Politik hat sich die Partei eine feste Basis bei Einwanderern und ihren Nachkommen aufgebaut.
Ein langfristiger Effekt der Ära Trudeau waren die Festschreibung der kanadischen Verfassung und die Schaffung der Kanadischen Charta der Rechte und Freiheiten. Die Liberalen unter Trudeau unterstützten das Konzept einer starken zentralen Regierung und bekämpften separatistische Bewegungen und andere Formen des Nationalismus in Québec.

### Die Jahre nach Pierre Trudeau
Nach Trudeaus Rückzug aus der Politik 1984 hielten viele Liberale wie Jean Chrétien oder Clyde Wells an seinem föderalistischen Konzept fest. Andere wie John Turner unterstützten den Meech Lake Accord und den Charlottetown Accord, fehlgeschlagene Verfassungsänderungen, die die Rechte der Provinzen gegenüber der Föderations-Regierung erweitert und Québec als „getrennte Gesellschaft“ anerkannt hätten.
Unter John Turners Vorsitz verloren die Liberalen 1984 die Regierungsmacht und wurden auf 40 Sitze im Unterhaus reduziert. Für die Partei begann ein langer Prozess der Erneuerung. Im Wahlkampf 1988 widersetzte sich Turner heftig dem Freihandelsabkommen mit den USA, das die regierende Progressiv-konservative Partei unter Premierminister Brian Mulroney ausgehandelt hatte. Obgleich die meisten Kanadier gegen das Abkommen waren, wurden die Konservativen bei der Wahl mit einer Mehrheit bestätigt und konnten weiterregieren.
Turner trat 1990 zurück und wurde durch seinen Erzrivalen Jean Chrétien ersetzt. Bei der Wahl 1993 versprachen die Liberalen, das Nordamerikanische Freihandelsabkommen (NAFTA) nachzuverhandeln und die Goods and Services Tax aufzuheben. Doch als Chrétien die Regierung übernahm, wurde das Freihandelsabkommen nur geringfügig verändert und die Mehrwertsteuer nicht aufgehoben.
Während Chrétien seine Wahlkampagne mit linken Argumenten führte, war seine Regierungszeit von Einschnitten in viele Wohlfahrtsprogramme gekennzeichnet. Sie sollten für ein ausgeglichenes Regierungsbudget dienen. Chrétien setzte das Konzept Trudeaus zum Föderalismus fort und weigerte sich, größere Konzessionen an Québec und andere Provinzen zu machen.
Nachdem das Québec-Referendum 1995 zur Frage der Unabhängigkeit dieser Provinz knapp abgelehnt worden wurde, verabschiedeten die Liberalen den Clarity Act, in dem von Regierungsseite die Vorbedingungen für Verhandlungen über die Unabhängigkeit von Provinzen festgelegt wurden. In den letzten Tagen seiner Regierung setzte sich Chrétien für die gleichgeschlechtliche Ehe und die Entkriminalisierung des Besitzes kleiner Mengen von Cannabis ein. Im März 2003 verärgerte er die USA, als er sich weigerte, kanadische Truppen in den Irakkrieg zu entsenden.

### Premierminister Martin

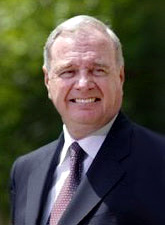
Paul Martin

Im Dezember 2003 wurde Paul Martin nach monatelangen internen Machtkämpfen als Nachfolger Jean Chrétiens bestimmt. Trotz langer persönlicher Rivalitäten zwischen beiden hatte sich Martin in den 1990er Jahren als Finanzminister unter Chrétien zum zentralen Architekten der liberalen Wirtschaftspolitik gemacht. Am 28. Juni 2004 gelang der Liberalen Partei unter Martin trotz starken Wettbewerbs der wiedervereinten Konservativen Partei ein erneuter Wahlsieg. Sie verlor jedoch Stimmen und konnte fortan nur noch eine Minderheitsregierung bilden.
Schwer belastet wurde die liberale Regierung seitdem durch den sogenannten Sponsoring-Skandal, eine Affäre aus der Regierungszeit Chrétiens: Werbeagenturen, die die Liberale Partei unterstützt hatten, erhielten über Jahre weit überhöhte Provisionen für ihre Dienste. Nicht zuletzt die immer noch nicht endenden Enthüllungen dieses Skandals führten zur Ausschreibung einer Neuwahl, die am 23. Januar 2006 eine Niederlage der Liberalen mit sich brachte. Paul Martin kündigte daraufhin noch in der Wahlnacht seinen Rückzug von der Parteispitze an. Als Führer der Opposition ernannte er kommissarisch den früheren Außenminister William Graham.

### Niederlagen unter Dion und Ignatieff
Am 2. Dezember 2006 wurde, erstmals in der Geschichte der Liberalen Partei, der Parteivorsitzende in einer Kampfabstimmung von den Delegierten des Parteitags in Montréal gewählt. Zur Wahl gestellt hatten sich insgesamt sieben Kandidaten, darunter der frühere Premierminister von Ontario Bob Rae und der frühere Harvard-Professor Michael Ignatieff, die im Vorfeld die meisten Wahlmännerstimmen auf sich hatten vereinigen können. Gewählt wurde nach vier Wahlgängen jedoch Stéphane Dion, der unter Chrétien und Martin Minister verschiedener Ressorts gewesen war.
Nachdem es Dion bei der Unterhauswahl 2008 wiederum nicht gelungen war, die Liberalen zum Wahlsieg zu führen, trat Ignatieff dessen Nachfolge als Parteivorsitzender an. Zwar führten die Liberalen bis 2010 zeitweise die Meinungsumfragen an, doch konnte auch Ignatieff keine dauerhafte Wende bewerkstelligen. Bei der Unterhauswahl 2011 erlitten die Liberalen die schwerste Niederlage ihrer Geschichte und waren erstmals überhaupt nur noch drittstärkste Kraft. In der Folge trat Ignatieff als Vorsitzender zurück und Bob Rae wurde Interimsvorsitzender.

### Rückkehr an die Macht unter Justin Trudeau
Am 14. April 2013 wählte der Parteitag in Ottawa Justin Trudeau, den Sohn Pierre Trudeaus, zum neuen Vorsitzenden. Bei der Unterhauswahl am 19. Oktober 2015 konnten die Liberalen unter Trudeau junior nicht nur erstmals nach 2004 wieder die stärkste Kraft im Parlament werden, sondern erstmals seit der Wahl von 2000 auch die absolute Mehrheit erringen.  Das Parlament wählte Trudeau daraufhin am 4. November 2015  zum neuen Premierminister des Landes.
Justin Trudeau kündigte am 6. Januar 2025 seinen Rücktritt an, sobald seine Partei einen Nachfolger gekürt hat. Die Liberale Partei hielt hierzu bis zum 09. März Wahlen ab, aus denen Mark Carney als Sieger hervorging. Am 14. März wurde er als Premierminister vereidigt. Die kurz darauf von Carney ausgerufenen Wahlen konnte die Partei mit dem höchsten Stimmenanteil seit 1980 erneut für sich entscheiden.
Allerdings scheiterte sie knapp an der absoluten Mehrheit. Es wird erwartet, dass sie eine Koalition etwa mit den Sozialdemokraten bilden werden.

## Wahlergebnisse
Ergebnisse bei den Wahlen zum Unterhaus:
| Wahl | Sitze total | Kandi- daten | Gew. Sitze | Stimmen   | Anteil  |
| ---- | ----------- | ------------ | ---------- | --------- | ------- |
| 1867 | 180         | 65           | 52         | 60.818    | 22,67 % |
| 1872 | 200         | 111          | 95         | 110.556   | 34,72 % |
| 1874 | 206         | 140          | 129        | 128.455   | 39,49 % |
| 1878 | 206         | 121          | 63         | 180.074   | 33,05 % |
| 1882 | 211         | 112          | 73         | 160.547   | 31,10 % |
| 1887 | 215         | 184          | 80         | 312.736   | 43,13 % |
| 1891 | 215         | 194          | 90         | 350.512   | 45,22 % |
| 1896 | 213         | 190          | 117        | 401.425   | 41,37 % |
| 1900 | 213         | 209          | 128        | 477.758   | 50,25 % |
| 1904 | 214         | 208          | 137        | 521.041   | 50,88 % |
| 1908 | 221         | 213          | 133        | 570.311   | 48,87 % |
| 1911 | 221         | 214          | 85         | 596.871   | 45,82 % |
| 1917 | 235         | 213          | 82         | 729.756   | 38,80 % |
| 1921 | 235         | 204          | 118        | 1.285.998 | 41,15 % |
| 1925 | 245         | 216          | 100        | 1.252.684 | 39,74 % |
| 1926 | 245         | 203          | 116        | 1.397.031 | 42,90 % |
| 1930 | 245         | 226          | 90         | 1.716.798 | 45,50 % |
| 1935 | 245         | 245          | 173        | 1.967.839 | 44,68 % |
| 1940 | 245         | 242          | 179        | 2.365.979 | 51,32 % |
| 1945 | 245         | 236          | 118        | 2.086.545 | 39,78 % |
| 1949 | 262         | 258          | 191        | 2.874.813 | 49,15 % |

| Jahr | Sitze total | Kandi- daten | Gew. Sitze | Stimmen   | Anteil  |
| ---- | ----------- | ------------ | ---------- | --------- | ------- |
| 1953 | 265         | 262          | 169        | 2.731.633 | 48,43 % |
| 1957 | 265         | 264          | 104        | 2.692.986 | 40,75 % |
| 1958 | 265         | 264          | 48         | 2.432.953 | 33,40 % |
| 1962 | 265         | 263          | 99         | 2.846.589 | 36,97 % |
| 1963 | 265         | 265          | 128        | 3.276.995 | 41,52 % |
| 1965 | 265         | 265          | 131        | 3.099.521 | 40,18 % |
| 1968 | 265         | 262          | 154        | 3.686.801 | 45,37 % |
| 1972 | 264         | 263          | 109        | 3.717.804 | 38,42 % |
| 1974 | 264         | 264          | 141        | 4.102.853 | 43,15 % |
| 1979 | 282         | 282          | 114        | 4.595.319 | 40,11 % |
| 1980 | 282         | 282          | 147        | 4.855.425 | 44,34 % |
| 1984 | 282         | 282          | 40         | 3.516.486 | 28,02 % |
| 1988 | 295         | 294          | 83         | 4.205.072 | 31,92 % |
| 1993 | 295         | 295          | 177        | 5.647.952 | 41,24 % |
| 1997 | 301         | 301          | 155        | 4.994.277 | 38,46 % |
| 2000 | 301         | 301          | 172        | 5.252.031 | 40,85 % |
| 2004 | 308         | 308          | 135        | 4.951.107 | 36,70 % |
| 2006 | 308         | 308          | 103        | 4.479.415 | 30,23 % |
| 2008 | 308         | 307          | 77         | 3.628.337 | 26,22 % |
| 2011 | 308         | 308          | 34         | 2.783.175 | 18,91 % |
| 2015 | 338         | 338          | 184        | 6.928.514 | 39,47 % |
| 2019 | 338         | 338          | 157        | 6.018.728 | 33,12 % |
| 2021 | 338         | 338          | 160        | 5.556.629 | 32,62 % |
| 2025 | 342         | 342          | 170        | 8,595,488 | 43,70 % |

## Parteivorsitzende
| Name                        | Vorsitz             | Premierminister      |
| --------------------------- | ------------------- | -------------------- |
| George Brown                | 1867 (interim)      |                      |
| Edward Blake                | 1869–1871 (interim) |                      |
| Alexander Mackenzie         | 1873–1880           | 1873–1878            |
| Edward Blake                | 1880–1887           |                      |
| Wilfrid Laurier             | 1887–1919           | 1896–1911            |
| Daniel Duncan McKenzie      | 1919 (interim)      |                      |
| William Lyon Mackenzie King | 1919–1948           | 1921–1930, 1935–1948 |
| Louis Saint-Laurent         | 1948–1958           | 1948–1957            |
| Lester Pearson              | 1958–1968           | 1963–1968            |
| Pierre Trudeau              | 1968–1984           | 1968–1979, 1980–1984 |
| John Turner                 | 1984–1990           | 1984                 |
| Jean Chrétien               | 1990–2003           | 1993–2003            |
| Paul Martin                 | 2003–2006           | 2003–2006            |
| William Graham              | 2006 (interim)      |                      |
| Stéphane Dion               | 2006–2008           |                      |
| Michael Ignatieff           | 2008–2011           |                      |
| Bob Rae                     | 2011–2013 (interim) |                      |
| Justin Trudeau              | 2013–2025           | 2015–2025            |
| Mark Carney                 | seit 2025           | seit 2025            |

## Provinzen und Territorien
Jede kanadische Provinz und eines der drei Territorien besitzt eine eigene liberale Partei. Der Grad der Verbundenheit mit der nationalen Partei ist dabei sehr unterschiedlich. In den Provinzen Ontario, Québec, British Columbia, Alberta, Saskatchewan und Manitoba sowie im Territorium Yukon sind die liberalen Parteien organisatorisch unabhängig, allerdings ist eine Doppelmitgliedschaft möglich. In den übrigen Provinzen und Territorien sind die Parteien direkt der nationalen Organisation unterstellt.
In zwei Provinzen und einem Territorium stellen liberale Parteien die Regierung (Stand August 2019):
- Liberal Party of Newfoundland and Labrador
- Nova Scotia Liberal Party
- Yukon Liberal Party

Oppositionspartei:
- British Columbia Liberal Party
- Manitoba Liberal Party
- New Brunswick Liberal Association
- Ontario Liberal Party
- Prince Edward Island Liberal Party
- Parti libéral du Québec

Ohne parlamentarische Vertretung:
- Alberta Liberal Party
- Saskatchewan Liberal Party